# Lennart Bergelin
Lennart Bergelin (10. června 1925 Alingsås – 4. listopadu 2008 Stockholm) byl švédský tenista a tenisový trenér.
Jako hráč AIK Stockholm se stal devětkrát mistrem Švédska ve dvouhře a jedenáctkrát ve čtyřhře. Na přelomu čtyřicátých a padesátých let patřil do nejlepší světové desítky. V roce 1948 vyhrál s Jaroslavem Drobným čtyřhru na French Open a získal tak pro Švédsko první grandslamový titul v historii. Za daviscupový tým Švédska odehrál 89 zápasů, z toho 63 vítězných. V roce 1950 mu byla udělena Zlatá medaile Svenska Dagbladet.
V letech 1971 až 1983 byl trenérem Björna Borga, který pod jeho vedením vyhrál jedenáct Grand Slamů. V roli nehrajícího kapitána dovedl Švédy k vítězství v Davis Cupu 1975.
Ve filmu Borg/McEnroe ho hrál Stellan Skarsgård.